# Opsidota guttata
Opsidota guttata är en skalbaggsart som beskrevs av Blackburn 1892. Opsidota guttata ingår i släktet Opsidota och familjen långhorningar. Inga underarter finns listade i Catalogue of Life.